# Lista de artrópodes extintos
Os Artrópodes, animais invertebrados constituídos de exoesqueleto e apêndices articulados, formam o maior filo de animais existente, o filo Arthropoda, que apresenta 80% do reino animal.

## Espécies extintas

### Classe insecta
Insetos em geral.

#### Coleoptera
Como exemplo besouros, joaninhas, escaravelhos, vaga-lumes, entre outros.
- Megadytes ducalis - (Sharp, 1882), Brasil.
- Rhantus orbignyi -  Brasil e Argentina.

#### Hymenoptera
Como exemplo vespas, abelhas e formigas.
- Simopelta minima - Brasil.

#### Odonata
Como exemplo as libélulas.
- Acanthagrion taxaensis - Brasil.

### Classe crustacea
Organismos marinhos em geral.

#### Decapoda
Como exemplo camarões, lagostas e caranguejos.
- Macrobrachium leptodactylus - Indonésia - visto uma única vez em 1888